# Jan Ondřej Kayser z Kaysernu
Jan Ondřej Kašpar Kayser rytíř z Kaysernu, též Kaiser z Kaisern (německy Johann Andreas Kayser von Kaysern, 29. listopadu 1716, Štětí – 5. května 1776, Hradec Králové) byl český šlechtic a římskokatolický duchovní.

## Životopis

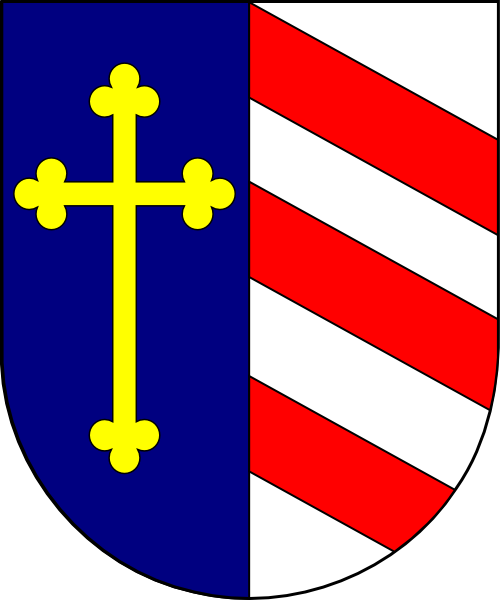
Osobní znak biskupa Kaysera

Vyšel z prostých poměrů, jako tovaryš a pak mládek působil v Medvědím mlýně v Lukášově u Jablonce nad Nisou, k čemuž se po letech hrdě hlásil, když navštívil v roce 1763 Vratislavice kvůli zřízení nové fary.
Vystudoval filosofii na pražské univerzitě, roku 1734 získal titul doktora filozofie, poté vystudoval svatováclavský seminář v Praze a roku 1737 byl vysvěcen na kněze. Působil na různých místech jako kaplan, od roku 1747 byl knězem v Klecanech, od roku 1751 byl děkanem ve Frýdlantě, od roku 1755 byl kanovníkem metropolitní kapituly sv. Víta v Praze a německým kazatelem v katedrále, roku 1757 se stal generálním vikářem pražské arcidiecéze a od roku 1759 děkanem ve Staré Boleslavi a oficiálem katedrální školy u sv. Víta v Praze. Dne 3. března 1760 byl jmenován papežem Klimentem XIII. v pořadí prvním titulárním biskupem dnes zaniklé diecéze Themisonium ve Frýgii (v dnešním Turecku v Malé Asii) a světícím biskupem pražské arcidiecéze (biskupské svěcení přijal 13. dubna 1760 v Praze z rukou pražského arcibiskupa Antonína Petra Příchovského z Příchovic), zároveň byl od roku 1762 děkanem u sv. Apolináře v Praze.
Těšil se přízni císařovny Marie Terezie. Podařilo se mu totiž při obléhání Pražského hradu a bombardování pruským vojskem roku 1757 statečným a prozíravým jednáním uchránit katedrálu sv. Víta, Václava a Vojtěcha před požárem. Jako světící biskup působil spolu s pomocným biskupem Matyášem Františkem hrabětem Chorinským i jako zástupce biskupa královéhradecké diecéze Heřmana Hannibala hraběte z Blümegenu v době jeho nemoci. V roce 1762 jako pražský světící biskup posvětil barokní morový sloup Panny Marie ve Stříbře, dne 24. června 1763 konsekroval barokní kostel Panny Marie Bolestné v Dobré Vodě u Českých Budějovic, dne 3. března 1765 vysvětil na kněze pedagoga a budoucího litoměřického biskupa Jana Ferdinanda Kindermanna rytíře ze Schulsteinu.
V letech 1775–1776 byl sídelním biskupem v Hradci Králové po Blümegenově úmrtí. Do úřadu byl jmenován císařovnou Marií Terezií dne 2. května 1775 a zároveň byl povýšen do šlechtického stavu. Po potvrzení papežem Piem VI. (17. července 1775) byl dne 15. října 1775 intronizován na biskupský stolec v Hradci Králové (na den jmenin Marie Terezie). Svým generálním vikářem hned druhého dne ustanovil pozdějšího prvního budějovického biskupa Jana Prokopa hraběte ze Schaaffgotsche.
Budovy i biskupství našel v neutěšeném stavu. Dal prošetřit hospodářskou činnost svého předchůdce, soud však rozhodl až čtyři roky po Kayserově smrti 9. června 1780. Přestože se dědicům po Blümegenovi podařilo svým vlivem u dvora dosáhnout výhodného rozsudku, musel Petr hrabě z Blümegenu vrátit biskupství alespoň 20 193 zlatých. Zároveň biskup Kayser žádal císařský dvůr o příspěvek na opravu biskupské rezidence, ačkoliv bylo přislíbeno, peněz se již nedočkal, s opravami a přebudováním biskupského paláce na Kayserovy snahy navázal jeho nástupce Josef Adam hrabě Arco.
V pastorační činnosti se zaměřil na potřeby prostých lidí, projevoval velkorysost k nekatolíkům, žádal o propuštění poddaných z hradecké diecéze, kteří byli jiného vyznání a byli vězněni pro svou víru. Této jeho žádosti dne 16. září 1775 české místodržitelství skutečně vyhovělo. Napsal také několik pastýřských listů.
Na Vánoce 1775 svolal velké exercicie pro všechny hradecké duchovní, což ho stálo hodně úsilí. Chtěl zvýšit počet farností a kněžích v diecézi. Následkem pracovního vypětí vážně onemocněl a 5. května 1776 zemřel, v závěti z 16. dubna 1776 odkázal svůj majetek rovným dílem biskupství a chudině, svou knihovnu věnoval biskupskému semináři.
Pohřben je v královéhradecké katedrále Svatého Ducha.